# NGC 368
NGC 368 é uma galáxia espiral barrada (SB0-a) localizada na direcção da constelação de Phoenix. Possui uma declinação de -43° 16' 34" e uma ascensão recta de 1 horas, 04 minutos e 21,9 segundos.
A galáxia NGC 368 foi descoberta em 5 de Setembro de 1834 por John Herschel.